# 赫錫維爾
赫錫維爾是瑞士的城鎮，位於該國北部，由索洛圖恩州負責管轄，面積1.43平方公里，海拔高度491米，2011年人口190，六成人口信奉羅馬天主教，人口密度每平方公里133人。